# 大根と人参
『大根と人参』（だいこんとにんじん）は、1965年1月3日に公開された日本映画。監督は渋谷実。小津安二郎が『秋刀魚の味』の次回作として構想していた原案をもとに製作され、「小津安二郎記念映画」と銘打たれている。

## 小津安二郎による原案と映画化まで
1963年（昭和38年）3月、NHKドラマ『青春放課後』の仕事を終えた小津安二郎は、野田高梧と共に蓼科の山荘で次回作のプロットを練り始めた。『大根と人参』と名付けられたこのプロットは、芥川龍之介の短編小説「山鴨」をモチーフに、年老いた旧友同士の諍いを軸にすることにした。
2人はいつものように、登場人物に俳優をあてはめながらプロットをつくっていった。まず主人公は笠智衆、その妻に三宅邦子、息子に吉田輝雄。主人公の喧嘩相手に佐分利信、その妻に田中絹代、娘が岩下志麻。2人の息子と娘の間では縁談が進められている。2人はいがみ合うが、妻たちや家族たちは構わずに縁談をすすめ、結婚式にまで至るというような筋であった。
そこまで考えたところで小津が入院したため、プロット作りは頓挫した。野田によれば小津は入院中もしばしばアイデアを披露していたという。野田は「松竹から誰かに監督を任せて映画化の話があったが、未完成でもあるし、このまま小津の亡骸とともに墓におさめることが故人に対する唯一の慰めと思い、断った」と語っている。しかし、この作品は「小津安二郎記念映画」として、渋谷実の監督によって映画化されることになり、渋谷と白坂依志夫が小津と野田の原案をもとに脚本を書き、小津ゆかりのキャストをそろえて製作された。ただ、笠智衆が小津映画で見せないひょうきんな演技を見せたり、全体として軽妙なコメディタッチで渋谷のカラーが強く出た作品となっている。

## あらすじ
内外商事で総務部長を務める山樹東吉（笠智衆）は勤続30年、真面目を絵に描いたような人物である。妻の信代（乙羽信子）と四女の恵子（加賀まりこ）の3人暮らしで、長女の京子（岡田茉莉子）、次女の夏子（有馬稲子）、三女の晴子（司葉子）はすでに嫁いで家を出ている。
そんなある日、東吉は同窓会の席で旧友の秋山（信欣三）が癌であることを知り、それを本人に告知するかどうかで友人の鈴鹿剛平（山形勲）と激しい口論になる。鈴鹿の息子三郎（三上真一郎）は東吉の四女恵子と結婚する運びになっていたが、東吉と鈴鹿はその話もご破算と言い始める始末。さらに東吉の弟康介（長門裕之）が会社の金を100万円使い込んだといって泣きついてくる。一度は突き放した東吉だったが、妻の信代に言い含められ、貯金を崩して70万円を康介に手渡す。さらに株を換金して受け取った30万円を持って康介に渡そうとした東吉だったが、そのまま姿を消す。
夫の身を案ずる信代と恵子のもとに、康介、京子、夏子、晴子、三郎らが集まるが、みな言いたいことを言い合って埒があかない。あげくの果てに謎の女性・美枝（岩下志麻）が東吉を訪ねてやってくる。混乱する山樹家。
その頃、東吉は新幹線に乗って大阪にたどり着き、一人で羽を伸ばしていた。そこで、東吉は怪しい男・榊（加東大介）や娼婦の知佐子（桑野みゆき）らと知り合う。

## スタッフ
- 監督:渋谷実
- 脚本:白坂依志夫、渋谷実
- 原案:野田高梧、小津安二郎
- 製作:城戸四郎
- 撮影:長岡博之
- 美術:芳野尹孝
- 音楽:黛敏郎
- 録音:大村三郎
- 照明:小泉喜代司
- 編集:杉原よ志

製作＝松竹（大船撮影所）　

## キャスト

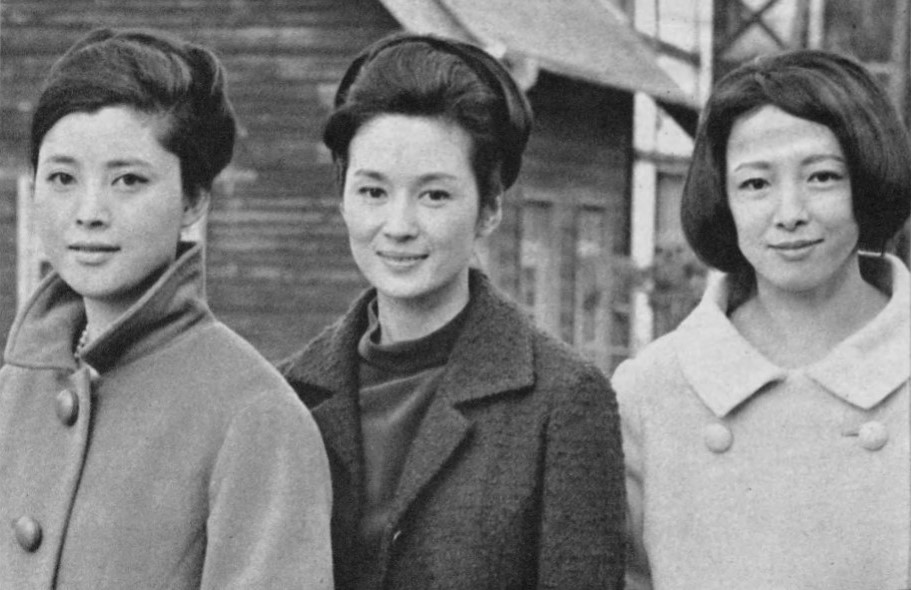
岡田茉莉子、司葉子、有馬稲子。三姉妹を演じた。

- 山樹東吉:笠智衆
- 山樹信代:乙羽信子
- 山樹恵子（東吉の四女）:加賀まりこ
- 水上康介（東吉の弟）:長門裕之
- 秋山（東吉の学友）:信欣三
- 秋山君子:森光子
- 鈴鹿剛平（東吉の学友）:山形勲
- 鈴鹿糸子:三宅邦子
- 鈴鹿三郎（恵子の恋人）:三上真一郎
- 小滝:池部良
- 小滝京子（東吉の長女）:岡田茉莉子
- 寺田:加藤芳郎
- 寺田夏子（東吉の次女）:有馬稲子
- 晴子（東吉の三女）:司葉子
- 河野美枝（東吉の隠し子）:岩下志麻
- 藤本（東吉の学友）:中村伸郎
- 社長夫人:東山千栄子
- 知佐子:桑野みゆき
- 榊:加東大介
- 料理屋の女将:高橋とよ
- 偽薬剤師：菅井一郎

## 同時上映
『涙にさよならを』
- 原作：菊村到 / 脚本：光瀬信彦 / 監督：前田陽一 / 主演：橋幸夫